# Torgeir Brandtzæg
Torgeir Brandtzæg (né le 26 octobre 1941) est un ancien sauteur à ski norvégien.

## Palmarès

### Jeux olympiques
| Épreuve / Édition | Innsbruck 1964 |
| Petit Tremplin    | Bronze         |
| Grand Tremplin    | Bronze         |

### Tournée des Quatre Tremplins
- Vainqueur du classement final en 1965.